# خوانان إنترينا
خوانان إنترينا (بالإسبانية: Juanan Entrena) (19 مايو 1996 بأويتور تاخار في إسبانيا - ) هو لاعب كرة قدم إسباني في مركز الوسط. لعب مع نادي برشلونة.

## روابط خارجية
- خوانان إنترينا على موقع قاعدة بيانات كرة القدم.إي يو (الإنجليزية)
- خوانان إنترينا على موقع Soccerway.com (الإنجليزية)
- خوانان إنترينا على موقع AS.com (الإسبانية)